# Lewis Horner
Lewis Horner (Newcastle upon Tyne, 1º febbraio 1992) è un ex calciatore inglese, di ruolo centrocampista.

## Carriera
Dopo aver giocato nelle giovanili degli scozzesi dell'Hibernian nel gennaio del 2010 ha firmato il suo primo contratto professionistico con gli Hibees, con cui nella stagione 2010-2011 ha anche esordito tra i professionisti, giocando una partita nella prima divisione scozzese, subentrando dalla panchina nella partita dell'11 maggio 2011 pareggiata per 1-1 sul campo dell'Inverness. Nel novembre del 2011 viene ceduto in prestito all'East Stirlingshire, club della quarta divisione scozzese, con cui trascorre la quasi totalità della stagione 2011-2012, giocando 25 partite e segnando 2 reti (le sue prime in carriera tra i professionisti) in campionato ed una partita in Coppa di Scozia. Torna quindi all'Hibernian, con cui trascorre l'intera stagione 2012-2013 senza trovare spazio in campo in partite ufficiali, per poi svincolarsi nell'estate del 2013. Si accasa dopo breve tempo ai dilettanti del Newcastle Benfield, club di Northern Football League (nona divisione inglese) della sua città natale, che lascia dopo 2 reti in 3 presenze per trasferirsi ai semiprofessionisti dei Blyth Spartans in Nothern Premier League (settima divisione inglese).
Nell'agosto del 2014, dopo un provino con esito positivo, Horner torna a giocare in Scozia in prima divisione, firmando un contratto con l'Inverness allenato da John Hughes, suo ex tecnico all'Hibernian; fa il suo esordio con la nuova maglia giocando gli ultimi minuti della partita del 13 agosto 2014 pareggiata per 0-0 in casa contro il Dundee. Nel corso della stagione, durante la quale il club delle Highlands vince tra l'altro la Coppa di Scozia per la prima volta nella sua storia, il centrocampista inglese gioca tuttavia solamente 2 partite; in compenso, scende in campo in 16 partite (nelle quali segna anche una rete, la sua prima in carriera nella prima divisione scozzese) nella stagione 2015-2016 ed in 10 partite nella stagione 2016-2017, nella parte finale della quale riceve anche una squalifica di otto partite per aver effettuato delle scommesse sportive su delle partite di calcio. Terminata la stagione l'Inverness non rinnova il suo contratto in scadenza, e così Horner, rimasto svincolato, torna in Inghilterra ai Blyth Spartans, nel frattempo promossi in National League North (sesta divisione). Gioca con il club in questa categoria per tre stagioni consecutive, fino al termine della stagione 2019-2020.

## Palmarès

### Club

#### Competizioni nazionali
- Coppa di Scozia: 1

Inverness: 2014-2015